# 카미유 코킬라트
카미유 에메 코킬라트(1853~1891)는 벨기에 군인이자 탐험가이자 식민지 공무원으로, 1890년부터 1891년 사망할 때까지 콩고 자유국 부총독으로 근무했다. 그는 특히 1880년대 중반 콩고강 상류를 탐험하는 동안 헨리 모턴 스탠리의 동료였다.

## 경력

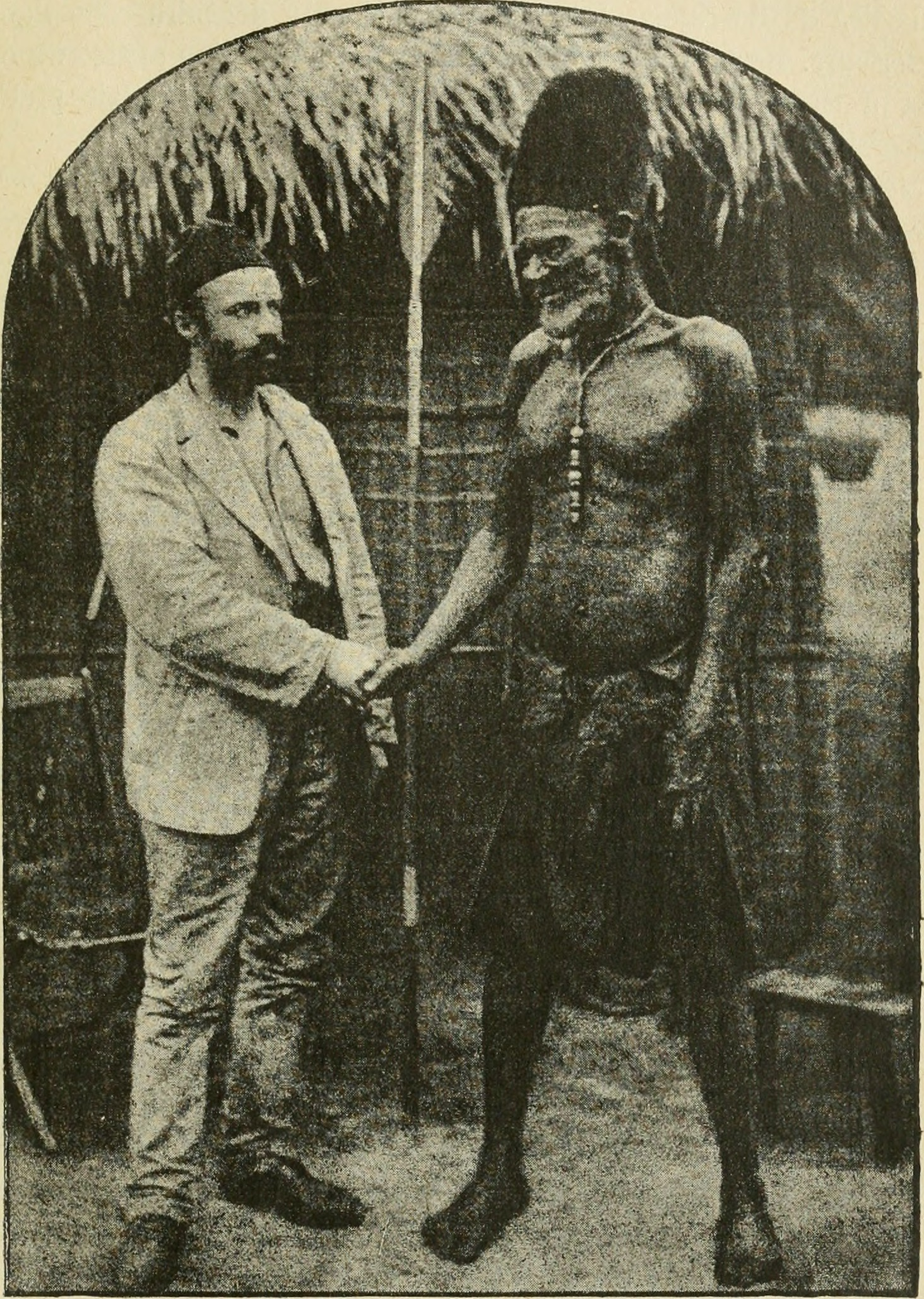
1888년 방갈라족 추장 마타 부이케와 코킬라트

카미유 에메 코킬라트(Camille-Aimé Coquilhat)는 1853년 10월 15일 벨기에 리에주의 프랑스계 가정에서 태어났다. 그는 프랑스-프로이센 전쟁 (1870~71) 동안 프랑스 공화국 북부군에 자원하여 복무했다.   그는 분쟁 후 벨기에로 돌아와 벨기에 군대의 하급 장교가 되었다. 1882년에 그는 헨리 모턴 스탠리가 이끄는 국제아프리카협회(IAA)의 상부 콩고 강 원정대에 자원하여 참여했으며 1884년까지 스탠리빌에서 근무했다. 그 후 그는 콩고 자유국 (현재의 콩고 민주 공화국)의 에카퇴르 지역에 방갈라족 거주지에 식민지 기지를 세우는 일에 참여했다.  1885년 건강상의 이유로 벨기에로 돌아온 그는 1886년 콩고로 돌아와 스탠리 폭포에서 동부 콩고 아랍인(실제로는 잔지바르인)과의 싸움에 잠시 참여했다. 같은 해 후반에 그는 건강상의 이유로 다시 벨기에로 돌아가 1890년까지 머물렀고 식민 행정부의 관리가 되었다. 1889년, 카미유 얀센(Camille Janssen)의 후임으로 최고 행정직 인 콩고 자유국 총독으로 코킬라트가 제안되어 다시 콩고로 파견되었다. 코킬라트는 콩고로 돌아온 직후 1891년 3월 24일 보마에서 말라리아로 사망했다.  그의 시신은 벨기에로 송환되어 앤트워프에 묻혔다. 
벨기에에서 코킬라트는 콩고 자유국의 "선구자" 중 하나로 기념되었으며 에카퇴르빌(Équateurville)로 알려졌던 도시는 그를 기리기 위해 코킬라트빌Coquilhatville(네덜란드어로 코퀼하트스타트Coquilhatstad)로 이름이 변경되었다. 코킬라트빌은 이후 음반다카로 이름이 변경되었다.
1. 1 2 3 4  Revue encylopédique 1891.
2. 1 2 3 4 5  Biographie Coloniale Belge 1948.